# Дом Носовича
Дом Носовича (Дом архитектора) — деревянный особняк, памятник архитектуры начала XX века в Барнауле. Расположен в Центральном районе города на улице Анатолия.

## История
Дом построен по проекту архитектора Ивана Носовича в 1907—1908 годах и принадлежал ему в начале XX века.
В 1920-м в здание поместили Пастеровскую лабораторию — научно-медицинское учреждение для бактериологических исследований. В 1950 году дом был отдан под детский туберкулезный санаторий.
Первоначально здание стояло на 1-й Алтайской улице (позднее — улица Чернышевского, 152). В советское время особняк пришёл в запустение и долго оставался заброшенным. В 1980-х годах в окрестностях здания началось строительство нового микрорайона, дом предполагалось снести, а из брёвен соорудить курятник в пос. Штабка.
Однако, в апреле 1988 года в дом засели молодые барнаульские художники, музыканты и неформалы, объявив голодовку на полторы недели. В акции участвовали художники Алексей Чеканов, Юрий Эсауленко, скульптор Александр Маркин, тусовщица Вероника Боброва. В местной прессе появились публикации в защиту памятника истории. В результате власти заявили, что дом будет заново отстроен по фотографиям и обмерным чертежам. Разборка и перенос здания на улицу Анатолия осуществлялись в 1992—2006 годах при участии АФСИ «Спецпроектреставрация». Первоначальный вид особняка в целом был сохранён, однако работы были выполнены не в полном объёме: на новом месте воссоздана лишь часть здания, одноэтажный объём особняка укорочен.